# 홍성규
홍성규(洪性奎, 1948년 4월 21일 ~ , 경남 거창)는 대한민국의 언론인이다. 

## 학력
- 1966년 : 김천고등학교 동문
- 1975년 : 한국외국어대학교 정치외교학 학사
- 1998년 : 중앙대학교 대힉원 신문방송학 석사

## 경력
- 1974.12 : 한국방송공사 정치부, 사회부, 경제부 기자
- 1992.05 : 한국방송공사 정치부 부장
- 1993.10 : 한국방송공사 문화부 부장
- 1994 : 한국방송공사 보도본부 런던지국 국장
- 1996.07 : 한국방송공사 보도국 사회부 사회부주간
- 1998.04 : 한국방송공사 대전방송총국장
- 1998.12 : 한국방송공사 정책기획국 국장
- 1999.03 : 한국방송공사 보도국 국장
- 2000.06 : 한국방송공사 시청자센터 센터장
- 2001.04 : 한국방송공사 정책기획센터장 겸 남북교류협력기획단장
- 2002.01 : 한국방송공사 특임본부 본부장
- 2004.03 : TU미디어 부사장
- 2007.03 : 중앙대학교 신문방송학과 석좌교수
- 2010.03 : 중앙대학교 신문방송대학원 객원교수
- 2011.03 ~ 2012.09 : 제2기 방송통신위원회 전반기 부위원장
- 2012.07 : 제24회 거창국제연극제 홍보대사
- 2012.09 ~ 2014.03 : 방송통신위원회 상임위원
- 2024.10 : 제27대 KBS 사장 후보자 지원

## 수상
- 1981년 : 한국방송대상
- 2002년 : 중앙언론문화상 방송부문

| 전임 이경자 | 제3대 방송통신위원회 부위원장 2011년 3월 28일 ~ 2012년 9월 20일 | 후임 김충식 |

| 전임 최시중 | 방송통신위원회 위원장 직무대행 2012년 2월 2일 ~ 2012년 3월 9일 | 후임 이계철 |